# Alpaida morro
Alpaida morro là một loài nhện trong họ Araneidae.
Loài này thuộc chi Alpaida. Alpaida morro được Herbert Walter Levi miêu tả năm 1988.